# Guernica (cuadro)
Guernica es un cuadro de Pablo Picasso, pintado en París entre los meses de mayo y junio de 1937, cuyo título alude al bombardeo de Guernica, ocurrido el 26 de abril de dicho año (1937), durante la guerra civil española. Fue realizado por encargo del director general de Bellas Artes, Max Aub, a petición del Gobierno de la Segunda República Española para ser expuesto en el pabellón español durante la Exposición Internacional de 1937 en París, con el fin de atraer la atención del público hacia la causa republicana en plena guerra civil española. 
En la década de 1940, puesto que en España se había instaurado la dictadura militar del general Franco, Picasso optó por dejar que el cuadro fuese custodiado por el Museo de Arte Moderno de Nueva York, aunque expresó su voluntad de que fuera devuelto a España cuando se reinstaurara la república. Con todo, en 1981 la obra llegó a Madrid. Se expuso al público primero en el Casón del Buen Retiro gestionado por el Museo del Prado, y luego, desde 1992, en el Museo Reina Sofía, donde se encuentra en exhibición permanente.
Su interpretación en profundidad es objeto de controversia, ya que varias figuras son simbólicas y suscitan opiniones dispares; pero su valor artístico está fuera de discusión. No solo es considerado una de las obras más importantes del arte del siglo XX, sino que se ha convertido en un auténtico «icono del siglo XX», símbolo de los terribles sufrimientos que la guerra inflige a los seres humanos. El crítico Robert Hughes afirmó del Guernica que era «la última gran pintura histórica», y que fue así mismo el último lienzo moderno de relevancia en utilizar un tema político para concienciar al público, labor que a finales de la Segunda Guerra Mundial pasaría a realizar la fotografía bélica.

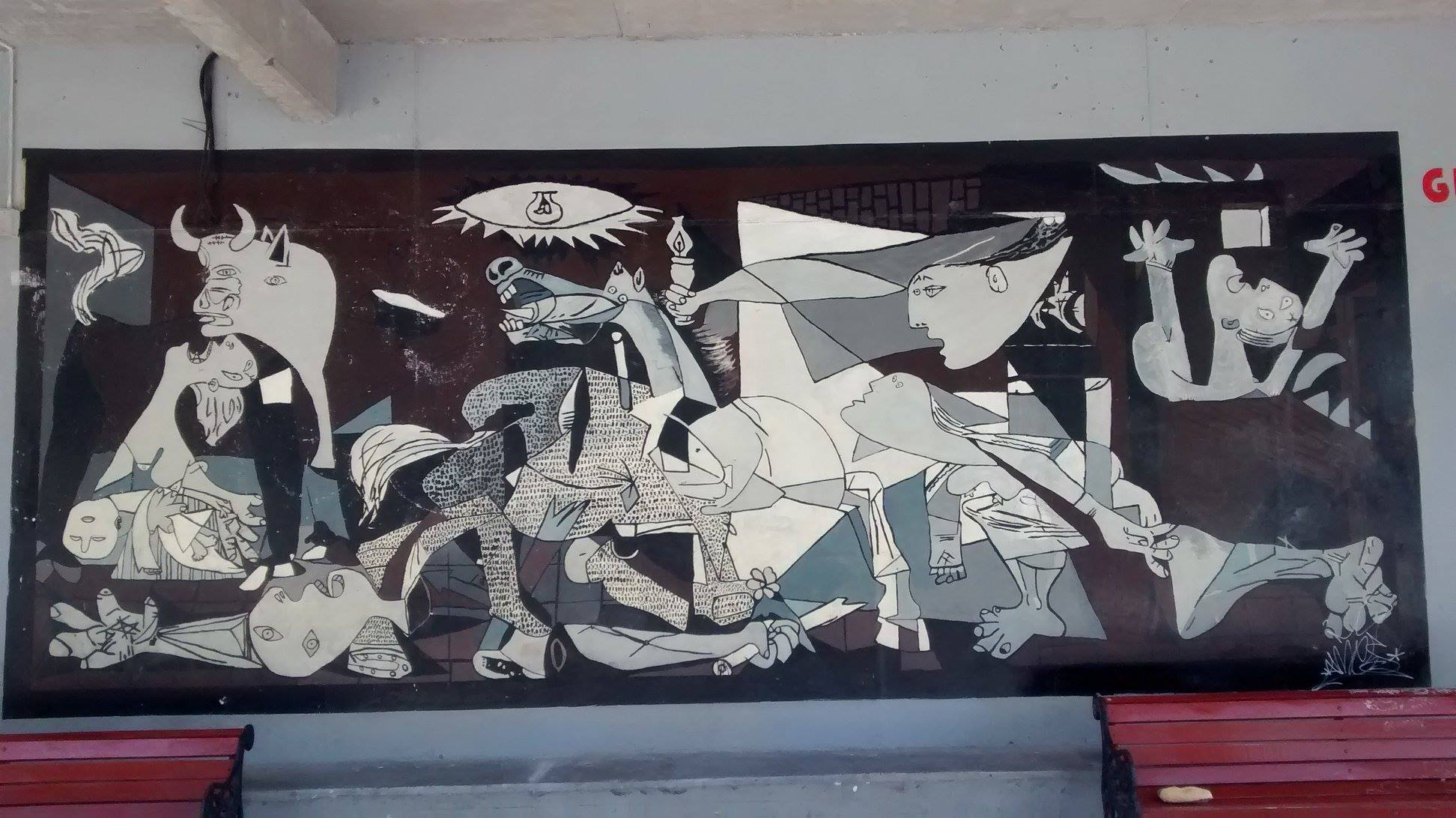
Mural réplica del Guernica en Santiago de Chile

No, la pintura no está hecha para decorar las habitaciones. Es un instrumento de guerra ofensivo y defensivo contra el enemigo. (Pablo Picasso)

## Descripción
El Guernica es un óleo sobre lienzo de lino y yuta, de 776,6 cm de largo y 349,3 cm de alto. A pesar de su título, y de las circunstancias en que fue realizado, no hay en él ninguna referencia concreta al bombardeo de Guernica ni a la guerra civil española. No es, por lo tanto, un cuadro narrativo, sino simbólico. Está pintado utilizando únicamente el blanco, el negro y una variada gama de grises.
La estructura del cuadro es semejante a la de un tríptico, cuyo panel central está ocupado por el caballo agonizante y la mujer portadora de la lámpara. Los laterales serían: a la derecha, la casa en llamas con la mujer gritando y, a la izquierda, el toro y la mujer con su hijo muerto. El del tríptico no es, sin embargo, el único principio de ordenación espacial  en el Guernica. Las figuras están organizadas en triángulos, de los cuales el más importante es el central, que tiene como base el cuerpo del guerrero muerto, y como vértice la lámpara.
En el cuadro aparecen representados doce símbolos: seis seres humanos y tres animales (toro, caballo y paloma). De izquierda a derecha, los personajes son los siguientes:

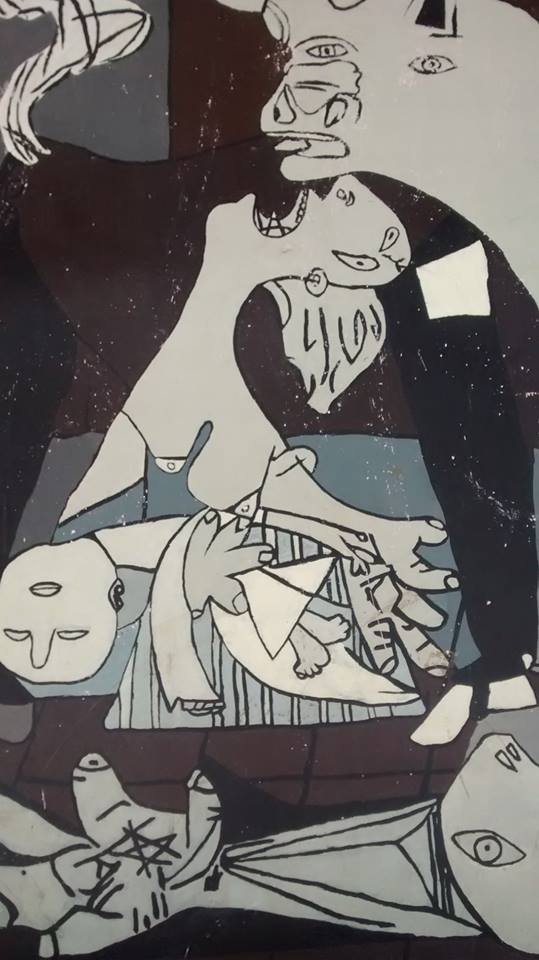
Detalle Madre con hijo muerto

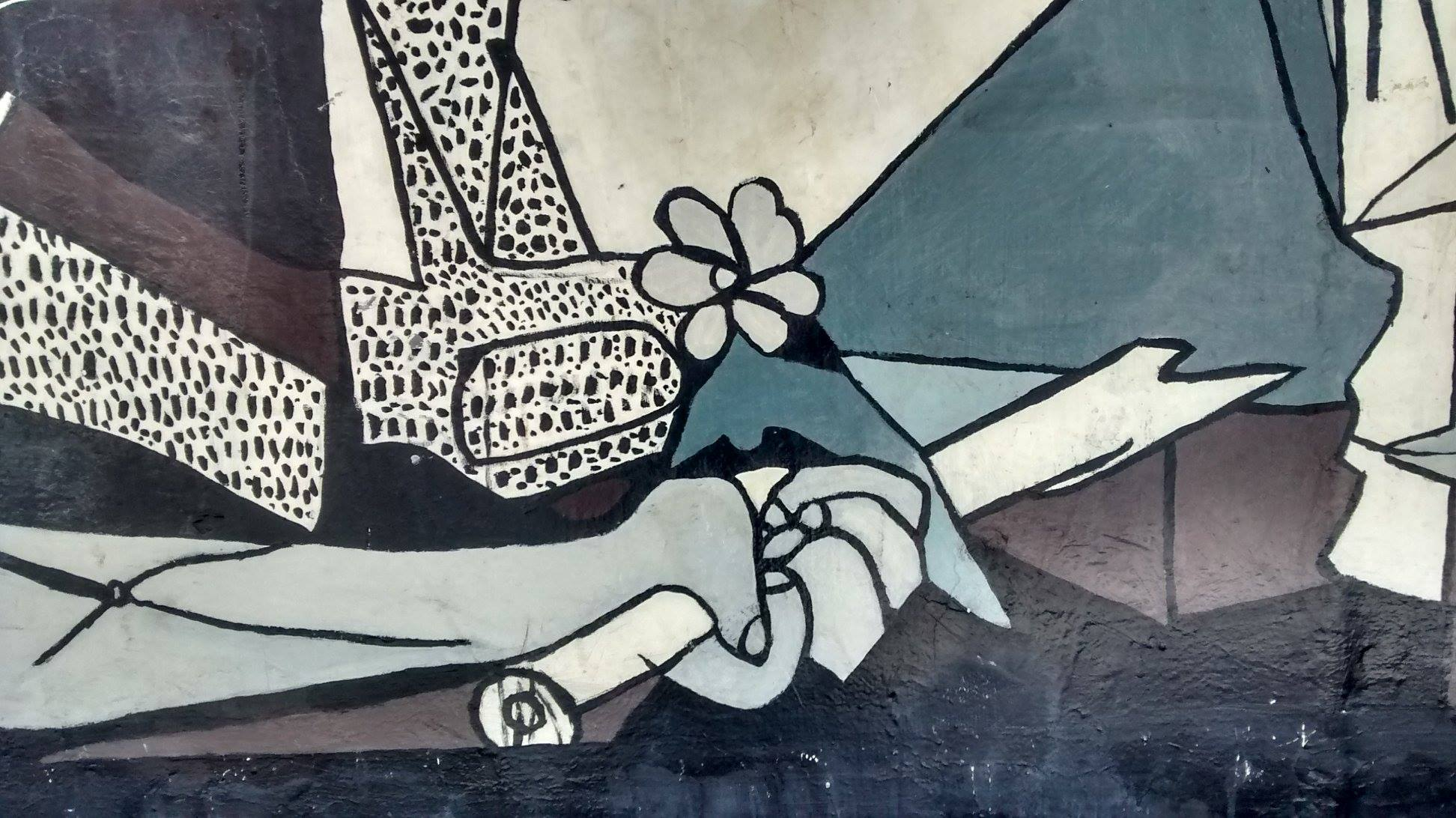
Detalle Guerrero muerto

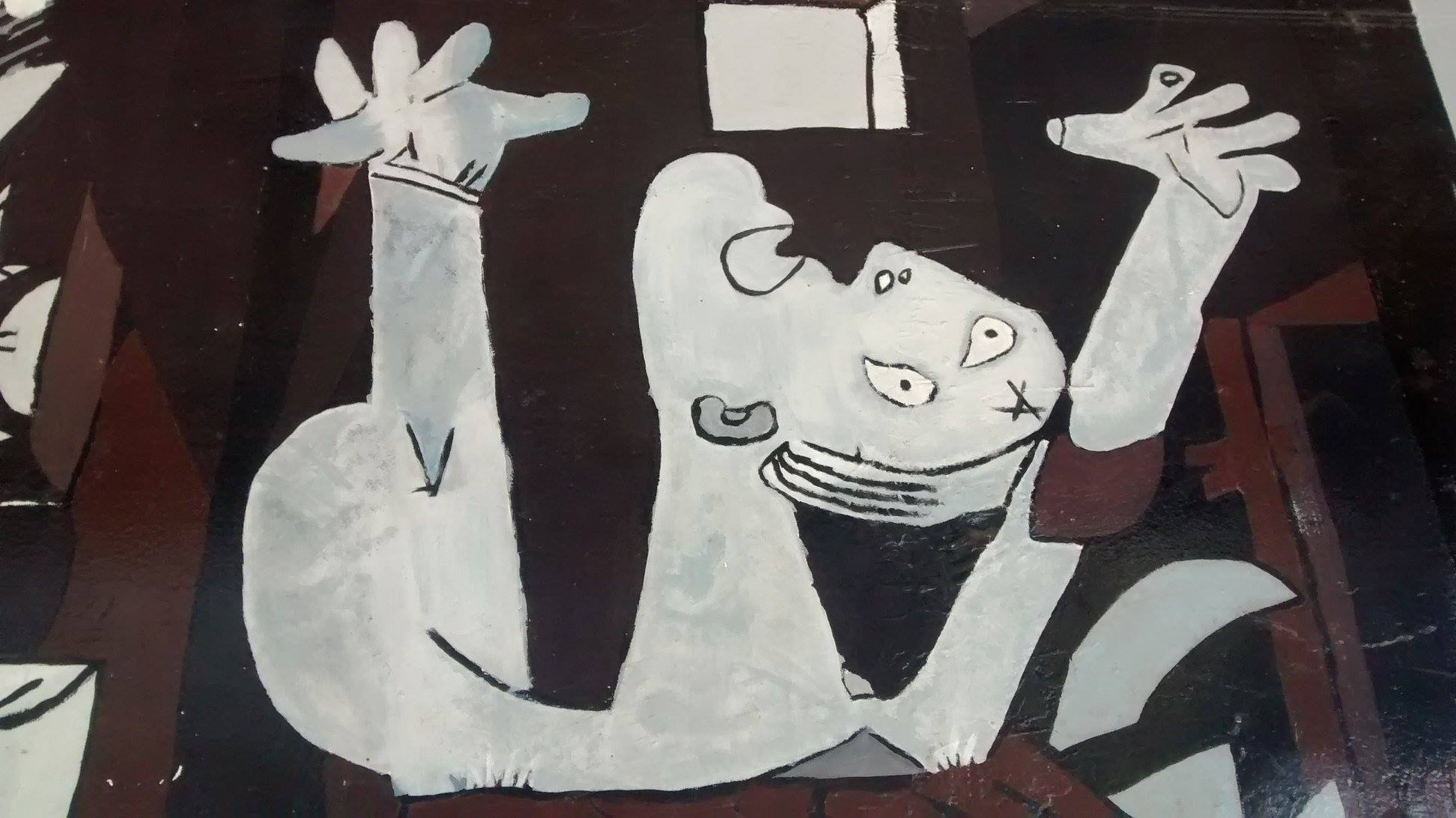
Detalle Hombre implorando

- Toro. Aparece en la izquierda del cuadro, con el cuerpo oscuro y la cabeza blanca. Este voltea y parece mostrarse impasible ante lo que ocurre a su alrededor. Cuando se le preguntó sobre el simbolismo del toro, Picasso indicó que simbolizaba «brutalidad y oscuridad».[9] Se ha indicado también que la figura del toro, como en otros cuadros anteriores de Picasso (como la Minotauromaquia de 1935), puede ser, en cierto modo, un autorretrato[10] y, junto con la mujer con niño muerto, sería, según José Arturo Visedo, la imagen en espejo de Velázquez con Agustina Sarmiento, "Las meninas".

- Madre con hijo muerto. Se sitúa bajo el toro, con la cara vuelta hacia el cielo en un ademán o grito de dolor. Su lengua es afilada como un estilete y sus ojos tienen forma de lágrimas. Sostiene en sus brazos a su hijo ya muerto. Los ojos del niño carecen de pupilas, ya que está muerto. El modelo iconográfico de esta figura es, según los críticos, la Pietà;[11] esto es, la representación, habitual en el arte cristiano, de la Virgen María sosteniendo en sus brazos a su hijo muerto. Según la muy discutida interpretación de Juan Larrea, el grupo madre-hijo simbolizaría a la ciudad de Madrid, sitiada por las tropas de Franco. Sin embargo, para Visedo se trata de la República huyendo de Madrid hacia fuera del lienzo (hacia Valencia) al tiempo que se dirige al toro, Picasso, en demanda de ayuda (ayuda en forma de propaganda participando en la Feria de París).
- Paloma. Situada entre el toro y el caballo, a la altura de sus cabezas, no resulta visible a simple vista, pues, excepto por una franja de color blanco, es del mismo color que el fondo y únicamente está trazada su silueta. Tiene un ala caída y la cabeza vuelta hacia arriba, con el pico abierto. Generalmente se ha considerado un símbolo de la paz rota. Sin embargo puede tratarse de la alegoría de la música, una de las artes destruidas por los militares rebeldes durante el bombardeo de Madrid. En los bocetos fechados en abril, la música estaba representada por una oreja.
- Guerrero muerto. En realidad, sólo aparecen los restos de la cabeza, brazo completo o antebrazo derecho y antebrazo izquierdo. Un brazo tiene la mano extendida. El otro brazo sostiene una espada rota y una flor, que puede interpretarse como un rayo de esperanza dentro de ese panorama descorazonador o que la espada florece, por ser de madera, como el resto del guerrero, indicando que es una talla rota; es decir, la escultura, otra de las artes destruida por los rebeldes.
- Bombilla. Es una de las imágenes que más intriga despierta, imagen ubicada en el centro del cuadro. Se puede relacionar el símbolo bombilla con bomba.[cita requerida] Se ha dicho que simboliza el avance científico y electrónico que se convierte en una forma de avance social, pero al mismo tiempo en una forma de destrucción masiva en las guerras modernas.[cita requerida] El bombardeo de Guernica pudo ser una prueba de esta tecnología. La bombilla también puede ser interpretada como una pupila del ojo de la providencia. Se encuentra dentro de un sol. Para Visedo es un guiño al título de la exposición (de las artes, en la vida moderna). El sol es Pegaso, el caballo alado que salió de la herida del costado del caballo-yegua, convertido en constelación (Pegaso) y representando el arte puesto a salvo.
- Caballo. Ocupa el centro de la composición. Su cuerpo está hacia la derecha, pero su cabeza, igual que la del toro, se vuelve hacia la izquierda. Adelanta una de las patas delanteras para mantenerse en equilibrio, pues parece a punto de caerse. En su costado se abre una herida vertical y está, además, atravesado por una lanza. Tiene la cabeza levantada y la boca abierta, de donde sobresale la lengua, terminada en punta. Su cabeza y su cuello son grises, el pecho y una de sus patas de color blanco y el resto de su cuerpo está recubierto por pequeños trazos. Simboliza a las víctimas inocentes de la guerra. De la herida vertical salía en algún boceto previo Pegaso. Según la versión de Visedo, Pegaso representa el arte. Picasso cuenta en el lienzo que las obras de arte que contenía la Pinacoteca del Prado (yegua) fueron sacadas y puestas a salvo por los milicianos de Madrid. Esta yegua, con el quinqué y la constelación de Pegaso, forma un trío que recuerda a La Trinidad, cuadro del Greco, aunque en espejo.
- Mujer arrodillada. Otra versión es que la mujer está herida y se acerca a la yegua para descansar de sus heridas. La pierna de la mujer que camina hacia el centro está visiblemente dislocada o cortada, con una hemorragia que trata de frenar inútilmente con la mano izquierda, por lo que lleva la pierna arrastrada y ya medio muerta.[cita requerida] Tal descripción es reforzada por la coloración blanquecina del pie que arrastra, en comparación al otro que conserva un color más fuerte, y también comparándolo con los desmembrados miembros del soldado, que yacen con la misma coloración, significando probablemente la pérdida de sangre.[cita requerida] La hemorragia se puede deducir de un sombreado oscuro que aparece justo en la articulación dislocada de la pierna de la mujer. Ella lleva un tocado ridículo y, en retoques previos, Picasso la había pintado llorando, tal como representaba siempre a Dora Maar, su amante.
- Mujer del quinqué. Ilumina la estancia con una vela y avanza con la mirada perdida, como en un estado de shock. Esta mujer se interpreta como una alegoría fantasmagórica de la República.[12] Tiene una mano aprisionándose el pecho justo entre sus dos senos, que salen a relucir a través de la ventana. No obstante recuerda a Marie-Thérèse Walter en Mujer con vaso, una de las esculturas que Picasso cedió para ser expuestas en el pabellón español de la Exposición Internacional de París.
- Casa en llamas. Picasso logra resaltar la expresividad en la configuración de cada uno de los detalles de sus personajes a través de simples líneas. La casa se convierte en una nueva alusión a las bellas artes que están siendo destruidas, en este caso a la arquitectura.
- Hombre (¿mujer?) implorando. Un hombre mirando al cielo como rogando a los aviones que dejen de bombardear, está inspirado en el cuadro de Goya El tres de mayo de 1808 en Madrid. Es la forma artística de decir «basta de guerras». En opinión de Visedo esta figura tiene pecho femenino, salta, vuela o danza con las alas ovaladas que tiene a ambos lados. Para este autor representa a Olga Khokhlova, bailarina del ballet ruso, su esposa, a quien quema «para olvidarla» y a quien en los momentos iniciales del mural la dispuso sobre una pira de leña. Al destruirla quemándola también está representando la destrucción de la danza (otra de las artes) por los sublevados. De ser correcta la interpretación de la figura como femenina, se deduce que Picasso se retrató como Velázquez en un lateral y colocó a las tres mujeres con las que actualmente tiene algún tipo de relación en este escenario: a Marie-Thérèse Walter con quinqué (como en La minotauromaquia, su inspiración); a Dora, su actual amante, la mujer que llora, en actitud implorante; y a su esposa, Olga, bailarina que le está haciendo la vida imposible, quemada entre los restos del Madrid bombardeado, se lamenta por su hijo.
- Flecha oblicua. Está situada bajo las nalgas del caballo. Su figura simboliza la elevación del espíritu del fallecido sobre la opresión de los poderes hegemónicos. El alma del caído sufre y suplica arrepentimiento a la desdichada madre. Él y el niño harán juntos el paso al más allá. La flecha es considerada por otros, símbolo de la guerra; en concreto, de la guerra civil española.

## Historia del cuadro

### Picasso y la Segunda República Española
Cuando el 13 de abril de 1931 se proclamó en España la Segunda República, Picasso llevaba ya varios años viviendo en Francia de forma permanente. Inicialmente, la República no mostró demasiado interés por la obra del pintor, quien, por su parte, no mostró tampoco ningún signo de acercamiento al nuevo régimen. Años atrás, cuando se le preguntó por sus ideas políticas, había contestado simplemente: «Soy monárquico porque en España hay un rey».
El director general de Bellas Artes, Ricardo Orueta, tuvo en 1933 la idea de montar una exposición de obras de Picasso en Madrid, pero el escritor y embajador de España en París, Salvador de Madariaga, le hizo desistir del proyecto al informarle de que la actitud del pintor era «francamente grosera (…) para mi personalmente y para el embajador de su país». Eran pocos en España los que entonces defendían la importancia de la obra de Picasso. Entre ellos estaba Manuel Abril, Premio Nacional de Literatura en 1934 con una obra, De la naturaleza al espíritu, en la que hacía un encendido elogio y una ardiente defensa del pintor. Cuando en enero de 1936 se llevó a cabo una exposición retrospectiva de Picasso en la sala Esteva de Barcelona, organizada por la asociación ADLAN (Amigos de las Artes Nuevas), fue recibida con hostilidad por la prensa. La exposición viajará más tarde a Madrid y Bilbao.
Tras el inicio de la guerra civil española en julio de 1936, por iniciativa personal del pintor Josep Renau, por entonces director general de Bellas Artes, se decidió nombrar a Picasso director honorario del Museo Nacional del Prado. El artista aceptó emocionado el nombramiento, que se hizo efectivo en septiembre de 1936, aunque jamás llegaría a tomar posesión de su cargo. Para la República, se trataba sobre todo, en tiempos difíciles para su supervivencia, de jugar la baza del prestigio internacional del autor.

### El encargo

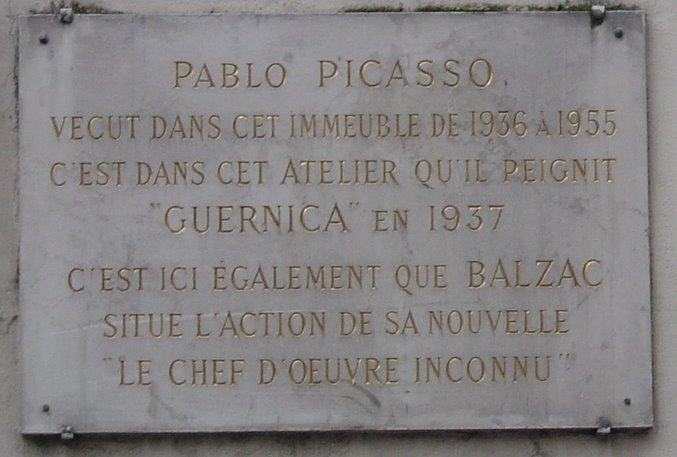
Placa conmemorativa en la casa donde pintó el Guernica, 7, rue des Grands Augustins (75006 París)

A principios de enero de 1937, en su domicilio de la parisina rue la Boëtie, Picasso recibió la visita de una delegación española formada por el director general de Bellas Artes Josep Renau, el arquitecto Luis Lacasa, y los escritores Juan Larrea, Max Aub y José Bergamín. El propósito de los visitantes era solicitar a Picasso su colaboración para el pabellón español de la proyectada Exposición Internacional de París. En un primer momento, el pintor se mostró un tanto renuente a crear una obra de gran formato. Sin embargo, el 8 de enero de 1937 fechó la primera lámina de su serie de aguafuertes Sueño y mentira de Franco, de la que se hizo una edición limitada de 1000 ejemplares destinados a ser vendidos en la exposición: los beneficios obtenidos se destinarían íntegros a la causa republicana. Se supone que Picasso creó estos grabados a iniciativa propia, al margen del encargo del gobierno español. La segunda y última plancha la inició al día siguiente, 9 de enero, pero no la concluyó hasta el 7 de junio, después de la creación del Guernica.
El encargo que le hizo a Picasso el Gobierno español, una pintura mural que cubriera un espacio de 11x4 metros, fue demorado por el pintor varios meses. Por entonces, Picasso tenía una complicada situación personal, dividido entre tres mujeres: su esposa, Olga; su antigua amante, Marie-Thérèse, madre de su hija Maya, y su amante más reciente, Dora Maar.
Para la realización del enorme cuadro, que no cabía en el taller habitual de Picasso, la fotógrafa Dora Maar, con quien él mantenía una relación y que vivía al lado —rue de Savoie— consiguió un taller en el n.º 7 de la rue des Grands-Augustins; Picasso lo alquiló y empleó su amplio ático como estudio. El edificio tenía una curiosa historia. Allí había situado Balzac el estudio del pintor protagonista de su novela La obra maestra desconocida, que, por cierto, Picasso había ilustrado en 1927. (Además, había sido el lugar escogido para celebrar sus reuniones por el grupo izquierdista Contre-Attaque, liderado por Georges Bataille, de quien Dora Maar había sido antes amante).
Según señaló Josep Lluís Sert, el arquitecto que diseñó el pabellón español de la Exposición Internacional:

A Picasso se le pagaron, como a todos, sólo los colores, las telas, los bastidores, los marcos, el transporte, cantidades mínimas. El trabajo en sí fue un regalo, se hizo como un donativo del artista, porque todos se habían ofrecido a colaborar con la República.

Se sabe, sin embargo, que tras un primer pago de 50 000 francos, Picasso recibió de la República española un segundo pago de 150 000 francos en concepto de gastos. Una nota firmada por Max Aub, fechada el 28 de mayo de 1937 y dirigida al embajador Luis Araquistáin, acredita este pago. Según dicha nota, el pintor se negaba a aceptar cifra alguna, y el pago que finalmente se le dio tiene un carácter exclusivamente simbólico, destinado a cubrir los gastos de Picasso. Se ha cuestionado, sin embargo, el carácter simbólico de la suma indicada, que, según De la Puente, asciende a «el 15 por 100 del costo total del pabellón español, unas nueve veces más que el precio máximo que hasta entonces había logrado Picasso por lo mejor pagado de su arte». En todo caso, sería el recibo de dicho pago el que décadas más tarde permitiría al Gobierno español reclamar la propiedad del cuadro.

### Ejecución
Los bocetos que se conservan, con fecha de 18 y 19 de abril, revelan que Picasso no había encontrado todavía la inspiración para su obra, a pesar de la inminente inauguración de la Exposición Internacional. Dichos bocetos, que tienen como tema El taller: el pintor y su modelo, prefiguran el Guernica únicamente en cuanto a la forma rectangular de la composición, aunque se ha señalado también que la figura del pintor con el brazo extendido guarda cierta semejanza con la de la mujer que alarga el brazo con el quinqué en el Guernica. No obstante, no aparece en estos esbozos ninguno de los elementos iconográficos del futuro cuadro. En uno de los bocetos hay incluso alguna clara alusión política (la hoz y el martillo), que no estará presente en el Guernica.
Representa todo tipo de personas en una guerra.

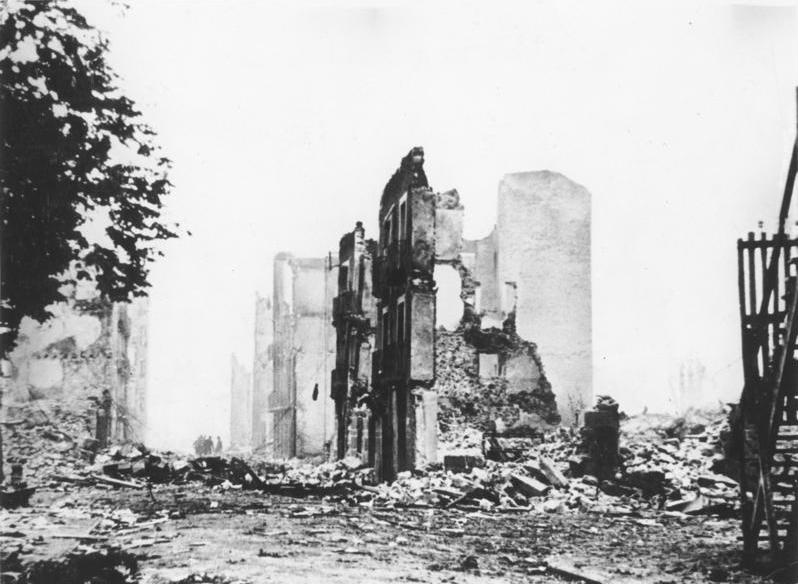
Ruinas de Guernica después del bombardeo

El 26 de abril se produjo el bombardeo de la histórica villa vasca de Guernica por las aviaciones alemana e italiana, aunque posiblemente estuvo inspirado en los bombardeos sobre Madrid. La noticia de Guernica apareció el 28 de abril en L'Humanité, el periódico que Picasso solía leer; posiblemente Picasso la conociera incluso con anterioridad gracias a sus amigos españoles.
El 1 de mayo realizó Picasso los primeros esbozos de su cuadro. El proceso de creación de la obra está documentado, además de por los esbozos, por las fotografías que tomó Dora Maar; según Van Hensbergen, todo este material puede constituir «el ejemplo mejor documentado del progreso de una obra en toda la historia del arte». En el primer boceto del cuadro aparecen ya los personajes principales del Guernica: el toro, la mujer con la luz, el guerrero derribado en el suelo y el caballo. En el segundo esbozo, también del 1 de mayo, encima del toro aparece un caballito alado que no estará presente finalmente en el cuadro. La figura de la madre con el niño muerto en brazos aparece por primera vez en un dibujo fechado el día 8 de mayo.
El artista comenzó a trabajar directamente sobre el lienzo el día 11 de mayo. La tela era tan grande que apenas cabía en el estudio. Por este motivo, y dado que su destino era ir pegada a un muro, Picasso utilizó pintura vinílica Ripolín mate, de uso industrial. A instancias del propio Picasso, Dora Maar realizó un total de siete fotografías, cada una de las cuales muestra el lienzo en un estadio diferente de su ejecución. Gracias a las fotografías, los críticos han considerado que la obra se elaboró en seis fases. Valeriano Bozal ha observado que durante las tres primeras fases predomina un sentido narrativo de la composición, «reforzado por la forma rectangular de la obra, por su horizontalidad». Apenas hay elementos que destaquen verticalmente, y nada obstruye, por lo tanto, el sentido horizontal de la «lectura». La figura del toro se extendía de derecha a izquierda.
En la cuarta fase, según Bozal, se introdujeron dos elementos novedosos: por una parte, el cuerpo del toro, que antes estaba a la derecha de su cabeza, se situó a su izquierda, con lo cual quedaba violentamente torcido; por otra, se destacó en el centro la figura del caballo.
En las siguientes fases, el trabajo de Picasso se centró en las figuras del guerrero caído y de la mujer de la derecha. En ciertos momentos de la elaboración de la obra, el artista intentó introducir elementos de collage, en concreto en la mujer de la derecha, pero finalmente desechó la idea. En la última fase, Picasso rellenó el caballo con pequeños trazos y la falda de la madre con rayas verticales, dibujó una cuadrícula en el suelo y terminó de pintar la zona de la lámpara.
El pintor dio por concluido su cuadro el 4 de junio de 1937.
Una moderna teoría del cineasta José Luis Alcaine, en un extenso artículo de la revista Cameraman (2011), atribuye a una escena expresionista de la película pacifista de Frank Borzage A Farewell to Arms (Adiós a las armas, 1932), sobre la novela homónima de Ernest Hemingway, la inspiración central del cuadro y casi toda su imaginería:

En 1937, cuando Picasso pintó el mural, Adiós a las armas aún estaba en cartel. «El sistema de distribución de entonces hacía que las películas estuvieran hasta seis años en sala. Evidentemente, Picasso la había visto, no solo por su amistad con Hemingway —les presentó Gertrude Stein— sino porque entonces se iba muchísimo al cine, era el gran entretenimiento y también la manera de documentarse ante la realidad. Además, la película fue muy polémica en su día por el final feliz. No se la pudo perder».

### En la Exposición Internacional de París
El Guernica fue trasladado al pabellón español en algún momento de la segunda quincena del mes de junio de 1937, aunque la instalación solo se abrió al público el 12 de julio, con un considerable retraso sobre la fecha de la inauguración de la Exposición Internacional, que había tenido lugar el 24 de mayo. El diseño del pabellón español se debió a los arquitectos Josep Lluís Sert y Luis Lacasa; en él se expusieron obras de varios artistas españoles, como Alberto Sánchez, Julio González y Joan Miró, entre muchos otros. De Picasso se expuso también el lienzo Cabeza de mujer. El Guernica se encontraba en el atrio del pabellón, junto con la escultura Fuente de Mercurio, de Alexander Calder. En un mostrador próximo se ofrecieron en venta los grabados de Sueño y mentira de Franco, en dos tirajes de diferente precio: 850 ejemplares con firma matasellada de Picasso (a 200 francos) y 150 más exclusivos, impresos en papel chine collé y firmados a lápiz por el artista (500 francos la carpeta).

### Los viajes delGuernica
En 1938, el marchante Paul Rosenberg organizó una exposición itinerante con obras de Picasso y otros artistas (entre ellos Matisse y Braque), que tenía como principal atracción el Guernica, y que se exhibió en las ciudades de Oslo, Copenhague, Estocolmo y Gotemburgo entre enero y abril de dicho año. A finales de septiembre el cuadro viajó al Reino Unido, con el objetivo de recaudar fondos para el National Joint Commitee for Spanish Relief (Comité de Ayuda a los Refugiados Españoles) de Londres: entre los últimos meses de 1938 y enero de 1939 pudo ser admirado en las ciudades de Londres, Leeds, Liverpool y Mánchester. En particular, la exposición de la obra en la galería de arte Whitechapel de Londres tuvo un gran éxito de público, y contribuyó en gran medida a sensibilizar a la opinión pública británica sobre la situación española. Finalizada la itinerancia europea Picasso decidió que la obra permaneciera en custodia del Museo de Arte Moderno de Nueva York (MoMA), a donde llegó a bordo del transatlántico SS Normandie, y desde donde participó en numerosas exposiciones dentro y fuera de los Estados Unidos. Fue expuesta en el Art Institute de Chicago en 1940, en el Museo de Arte de Columbus, Ohio, en 1941 y en el Fogg Art Museum de Cambridge, Massachusetts, en 1942. En 1953 formó parte de una gran exposición dedicada a Picasso en el Palacio Real de Milán y en diciembre del mismo año fue llevada a la Bienal de São Paulo en Brasil, y en 1955/56 participó de una retrospectiva de su autor que itineró por diversos museos de Alemania, Bélgica, Dinamarca y Países Bajos. En 1957 y 1958 formó parte de la exposición 75 Aniversario de Picasso en el MoMA, posteriormente expuesta en Chicago y Filadelfia. A partir de 1958 permaneció en el MoMA hasta su traslado definitivo a España en 1981.

### Vandalismo
Durante la guerra de Vietnam, la habitación que albergaba el Guernica era cita ocasional de vigilias antiguerra. Normalmente eran reuniones pacíficas, pero el 28 de febrero de 1974, el activista Tony Shafrazi desfiguró el cuadro con un aerosol de pintura roja y la frase «KILL LIES ALL» (Mata todas las mentiras). Aparentemente se trataba de protestar contra el recurso presentado por el teniente William Calley contra su sentencia condenatoria en el juicio por el asesinato de 109 civiles vietnamitas en la Masacre de My Lai. La pintura roja fue limpiada de la superficie barnizada con relativa facilidad.

### Llegada a España
A finales de 1968, el régimen franquista inició las gestiones para la devolución del Guernica a España. El vicepresidente del Gobierno Luis Carrero Blanco le hizo el encargo al director general de Bellas Artes, Florentino Pérez Embid, quien a su vez se puso en contacto con el MoMA. En 1969, días después de unas declaraciones iniciales de Pérez Embid publicadas en Le Monde en que se apuntaba a una posible vuelta del cuadro a España, el diario francés publicó una carta del amigo y abogado de Picasso, Roland Dumas, en la que establecía que el Guernica no volvería a España sino una vez restaurada la República.
Dumas aconsejó a Picasso establecer en un testamento sus condiciones para el regreso del cuadro a España. El pintor, debido a su superstición, no quiso escribir un testamento, pero confió la labor al propio Dumas. Este escribió un primer documento el 14 de noviembre de 1970 que envió al MoMA, indicando como condición el restablecimiento de las libertades públicas en España. Sin embargo, el 14 de abril de 1971, cuadragésimo aniversario de la proclamación de la Segunda República Española, Pablo Picasso especificó que el Guernica y los estudios que lo acompañaban estaban «destinados al gobierno de la República Española».
Tras la muerte de Picasso en 1973 y de Franco en 1975, se reavivaron las voces que reclamaban la repatriación del Guernica, tanto en España como en los Estados Unidos. En abril de 1977 se conmemoró el 40.º aniversario del bombardeo de Guernica, y tuvo lugar una multitudinaria manifestación en Guernica para pedir que se instalara el cuadro allí. En octubre de 1977, el Senado constituido tras las primeras elecciones democráticas en España tras la dictadura franquista acordó, a petición de Justino de Azcárate, solicitar al gobierno estadounidense la devolución del cuadro, al considerar que Picasso había dispuesto que «debía quedar depositado en el Museo de Arte Moderno de Nueva York hasta que se instalara en España un Gobierno democrático». El Congreso aprobó por unanimidad adherirse a la resolución aprobada en el Senado. Por su parte, el Congreso de los Estados Unidos declaró en 1978 que el Guernica debía «en algún punto del futuro próximo y a través de procedimientos legales apropiados, ser devuelto al pueblo y al Gobierno de una España democrática». La devolución se hizo efectiva, tras nuevas negociaciones, el 10 de septiembre de 1981, fecha en que llegó a Madrid en un vuelo de Iberia. Adscrito el cuadro al Museo del Prado, se expuso inicialmente en el Casón del Buen Retiro, protegido con un vidrio antibalas y vigilancia policial, y en 1992, al hilo de una reordenación de las colecciones nacionales, fue trasladado al vecino Museo Reina Sofía, donde se encuentra en exhibición permanente (ya sin vidrio).
En la actualidad, el cuadro se encuentra en exposición permanente en el museo Reina Sofía de Madrid, junto con 45 bocetos en papel y lienzo, muchos de ellos preparatorios y otros creados como variaciones tras la conclusión del cuadro.

## Los esbozos
En un período de seis semanas, antes, durante y después de la ejecución del cuadro, Picasso realizó un total de 45 esbozos, que actualmente se exponen junto al Guernica.
1. Estudio de composición. Lápiz sobre papel azul. 27 x 21 cm. Fechado (en francés) el 1 de mayo de 1937. De formato sólo ligeramente horizontal, en él se observan ya las figuras del toro (sobre su lomo,  se distinguen unas banderillas que en el esbozo siguiente será el caballito alado Pegaso) y la mano que alarga el quinqué. En el espacio central es difícil discernir figuras; para Russell puede verse ya el cuello del caballo.[53]
2. Estudio de composición. Lápiz sobre papel azul. 27 x 21 cm. Fechado (en francés) el 1 de mayo de 1937. El dibujo está dividido en dos partes por una línea horizontal. En la parte superior, hay un esbozo similar al anterior, aunque trazado más rápidamente; los trazos más gruesos del lápiz se reservan para la figura del quinqué, en tanto que las figuras del toro y del caballo son meros garabatos. En la parte inferior, el pintor se concentra en las figuras del caballo, a la izquierda y del toro, en el centro; sobre este último aparece un Pegaso; a la derecha hay el esbozo inconcluso de otro cuadrúpedo. En cuanto al caballo, Joaquín de la Puente destaca la semejanza de su cuello y cabeza con un pene.[54]
3. Estudio de composición, denominado por Joaquín de la Puente Cinco automatismos gráficos emocionales.[55] Lápiz sobre papel azul. 27 x 21 cm. Fechado (en francés) el 1 de mayo de 1937. En este esbozo aparecen cinco figuras: en la parte superior izquierda se encuentra el caballo, muy similar al del esbozo anterior pero con una ventana en el grueso vientre de la que seguramente escapaba algo que ha sido borrado; a la derecha del caballo se halla la figura del quinqué, sólo que aquí sostiene, en lugar de un quinqué, una lámpara de mesa; en la parte inferior del dibujo, de izquierda a derecha, aparecen tres figuras en cuya interpretación no todos los autores coinciden. Mientras que para Russell se trata de tres versiones del caballo,[56] De la Puente opina que la figura del centro, que tiene el vientre abierto en canal y las tripas saliéndose, es una mujer.[57] A. Visedo encuentra semejanza con el que tiene una ventana abierta; Picasso prueba cómo representar que de la yegua preñada debe salir su contenido.
4. Caballo. Lápiz sobre papel azul. 26 x 21 cm. Fechado (en francés) el 1 de mayo de 1937. La crítica llama la atención sobre la semejanza de este esbozo del caballo con un dibujo infantil.[58] Para A. Visedo se trata de una yegua preñada.
5. Caballo. Lápiz sobre papel azul. 26 x 21 cm. Fechado (en francés) el 1 de mayo de 1937. Presenta los trazos de un esbozo casi borrado, por encima del cual se ha hecho otro dibujo del caballo, tendido en tierra y con la cabeza vuelta hacia la derecha (en el cuadro finalmente mirará hacia la izquierda).[59]
6. Estudio de composición, denominado por Joaquín de la Puente Segundo planteamiento de la lucubración general simbológica.[60] Lápiz sobre tabla con mano de óleo blanco manchado. 64,5 x 53,5 cm. Fechado (en francés) el 1 de mayo de 1937 (es el último de los esbozos fechados en este día). Aparecen las cuatro figuras principales: el toro, el caballo, el guerrero muerto y la figura del quinqué. El toro, mirando hacia la izquierda, llama la atención por el "«infantilismo coronado de flores»[61] de su cabeza; por encima de él hubo anteriormente un pequeño Pegaso que fue posteriormente borrado por Picasso.[60] Por delante del toro, tendido a todo lo largo del dibujo, en su parte inferior, se encuentra el guerrero muerto, con un casco antiguo en la cabeza y una lanza en la mano derecha. Por encima del guerrero está el caballo herido, de cuyo vientre abierto surge un pequeño Pegaso, y que mira hacia la derecha, hacia la ventana de la que asoma la mujer del quinqué. La cabeza del caballo en este boceto será la base de los siguientes.[60] Para A. Visedo no se trata de un guerrero, sino de Atenea, diosa de la guerra justa y la sabiduría. Derribada en el suelo representa que esta es una guerra injusta. Al final, será una flecha la que nos indique que el mural se refiere a una guerra y el personaje evolucionará a fragmentos de una talla (una de las Bellas Artes, rota). El toro está coronado con laureles, como se corona a los artistas, porque representa al propio Picasso.
7. Cabeza de caballo. Lápiz sobre papel azul. 21 x 26,5 cm. Fechado (en francés) el 2 de mayo de 1937. Trabajo a partir de la cabeza del caballo del boceto n.º 6.
8. Cabeza de caballo. Lápiz sobre papel azul. 21 x 26,5 cm. Fechado (en francés) el 2 de mayo de 1937. Trabajo a partir de la cabeza del caballo del boceto n.º 6. Con respecto al anterior, modifica la disposición de los dientes del caballo.
9. Cabeza de caballo. Óleo sobre lienzo. 92 x 64,5 cm. Fechado (en francés) el 2 de mayo de 1937. Trabajo a partir de la cabeza del caballo del boceto n.º 6. Boceto muy similar a los anteriores, sobre fondo negro.
10. Estudio de composición, denominado por Joaquín de la Puente Tercer planteamiento de la lucubración general. Lápiz y gouache sobre tabla con varias manos de óleo blanco. 73 x 60 cm. Fechado (en francés) el 2 de mayo de 1937. De nuevo aparecen juntos los principales personajes del cuadro. En la parte superior del cuadro, el toro, esta vez con un rostro humanoide que mira hacia la derecha, con cierta expresión de tristeza, huye dejando atrás la casa por cuya ventana asoma la mujer del quinque, que extrañamente posee cuatro diminutos pechos triangulares. En la parte inferior, el cuerpo del caballo herido, con la cabeza retorcida hacia abajo, aplasta al guerrero y a otro personaje de identidad desconocida.[62] Picasso continúa buscando y ahora, el toro, según A. Visedo, no representa al artista (le ha quitado la corona de laureles) sino a alguien que huye. La figura derrotada en el suelo ya no es Atenea sino César Augusto representando al enemigo derrotado. El personaje muerto evoca a otro, en actitud semejante, de Los fusilamientos del tres de mayo de Goya.
11. Caballo y toro. Lápiz sobre papel tostado. 12 x 20.5 cm. Sin fecha. Aunque no está del todo claro, es posible interpretar que el toro, dibujado de manera mucho más expresionista, está de algún modo atacando o molestando al caballo, representado más académicamente. De la Puente incluso se pregunta si podría ser una representación de los símbolos del "bien" (el caballo) y el "mal" (el toro).[63] Siguiendo a A. Visedo, se trata de Franco hostigando a la yegua preñada. Franco bombardeó Madrid, a diario; la Pinacoteca del Prado resultó alcanzada. Se aunaron esfuerzos para proteger las obras de Arte. La yegua preñada es la Pinacoteca del Prado, cargada de obras de Arte (Pegaso, el caballito alado) que hubo que sacar y proteger.
12. Estudio de composición, denominado por Joaquín de la Puente Cuarto tanteo de la lucubración general.[64] Lápiz sobre papel blanco. 45 x 24 cm. Fechado el 8 de mayo de 1937. En este nuevo esbozo general del cuadro ha desaparecido la figura del quinqué, y aparece en cambio por primera vez la madre con el niño muerto en brazos, otra de las figuras que quedarán definitivamente en el cuadro. El toro ocupa serenamente el centro de la oposición; por delante de él, el caballo herido, intentando mantenerse en pie, y el guerrero muerto. La figura de la madre está a la derecha del toro.[64]
13. Caballo y madre con niño muerto. Lápiz sobre papel blanco. 45 x 24 cm. Fechado el 8 de mayo de 1937. En la parte izquierda del dibujo se representa al caballo resistiéndose a caer al suelo; en la derecha, aparece la madre con su hijo muerto, con una rodilla en tierra y una mano apoyada en el suelo.
14. Madre con niño muerto. Pluma y tinta sobre papel blanco. 45 x 24 cm. Fechado el 9 de mayo de 1937.
15. Estudio de composición. Lápiz. 22,8 x 45 cm. Fechado el 9 de mayo de 1937. La madre con el niño muerto hunde sus manos en el vientre de la yegua intentando sacar su contenido. Una nueva figura femenina con un monstruo de dos cabezas, Quimera, de la mitología griega. Y de nuevo, puños en alto y por vez primera, llamas en el edificio bombardeado. Es el boceto que llevará al lienzo fechado el 14 de mayo de 1937, con algún cambio, donde en el toro se representa a sí mismo.
16. Madre con niño muerto sobre escalera. Lápiz sobre papel blanco. 24 x 45 cm. Fechado el 9 de mayo de 1937. La mujer con niño muerto es la República española huyendo de Madrid hacia Valencia (el niño representa a los hijos de la Patria muertos o fusilados por los militares rebeldes).
17. Caballo. Lápiz sobre papel blanco. 45 x 24 cm. Fechado el 10 de mayo de 1937.
18. Pata y cabeza de caballo. Lápiz sobre papel blanco. 24 x 45 cm. Fechado el 10 de mayo de 1937.
19. Cabeza de toro. Lápiz sobre papel blanco. 24 x 45 cm. Fechado el 10 de mayo de 1937.
20. Caballo. Lápiz y crayón de color sobre papel blanco. 24 x 45 cm. Fechado el 10 de mayo de 1937.
21. Madre con niño muerto sobre escalera. Lápiz y crayón de color sobre papel blanco. 24 x 45 cm. Fechado el 10 de mayo de 1937. Se pueden distinguir los colores de la República.
22. Toro. Lápiz sobre papel blanco. Lápiz sobre papel blanco. 45 x 24 cm. Fechado el 11 de mayo de 1937. Es un toro androcéfalo; se ha sugerido que sus rasgos reproducen los de Dora Maar.[65]
23. Cabeza de mujer. Lápiz y crayón de color sobre papel blanco. 24 x 45 cm. Fechado el 13 de mayo de 1937.
24. Mano de guerrero con espada rota. Lápiz sobre papel blanco. 45 x 24 cm. Fechado el 13 de mayo de 1937.
25. Madre con niño muerto. Lápiz y crayón de color sobre papel blanco. 45 x 24 cm. Fechado el 13 de mayo de 1937.
26. Cabeza de toro. Lápiz y gouache gris sobre papel blanco. 29 x 23,5 cm. Fechado el 20 de mayo de 1937.
27. Cabeza de toro con estudios de ojos. Lápiz y gouache gris sobre papel blanco. 29 x 23,5 cm. Fechado el 20 de mayo de 1937.
28. Cabeza de caballo. Lápiz y gouache gris sobre papel blanco. 23,5 x 29 cm. Fechado el 20 de mayo de 1937.
29. Cabeza de caballo. Lápiz y gouache gris sobre papel blanco. 29 x 23,5 cm. Fechado el 20 de mayo de 1937.
30. Cabeza de mujer. Lápiz y gouache gris sobre papel blanco. 23,5 x 29 cm. Fechado el 20 de mayo de 1937.